# Acentropinae
De Acentropinae zijn een onderfamilie van vlinders uit de familie grasmotten (Crambidae).

## Synoniemen
- Acentridae Speyer, 1869
- Acentropodidae Dunning, 1872
- Aquaticae Hübner, 1796
- Argyractini Lange, 1956
- Cataclystae Hübner, 1825
- Chloephila Guilding, 1830
- Elophilae Hübner, 1825
- Kamptoptera Guilding, 1830
- Lathrotelidae J.F.G. Clarke, 1971

Lathrotelinae
- Nymphulae Hübner, 1825

Nymphulinae
- Nymphulites Duponchel, 1845
- Hydrocampidae Guenée, 1854

Hydrocampinae
- Parapoynges Hübner, 1825

## Geslachten
Tussen haakjes staat het aantal soorten binnen het geslacht.
- Acentria Stephens, 1829 (1)

= Acentropus J. Curtis, 1834
= Setina Hübner, 1819
= Zancle Stephens, 1833
= Agassizia Yoshiyasu, 1987
- Agassiziella Yoshiyasu, 1989 (11)
- Anydraula Meyrick, 1885 (2)
- Araeomorpha Turner, 1908 (2)

= Tholerastis Turner, 1915
- Argyractis Hampson, 1897 (16)
- Argyractoides Lange, 1956 (12)
- Argyrophorodes Marion, 1956 (7)
- Aulacodes Guenée, 1854 (41)

= Hydrophysa Guenée, 1854
- Banepa Moore, 1888 (2)
- Brevicella Kenrick, 1912 (1)
- Callilitha Munroe, 1959 (2)
- Cataclysta Hübner, 1825 (22)

= Catoclysta Hampson, 1893
- Chrysendeton Grote, 1881 (20)
- Clepsicosma Meyrick, 1888 (1)
- Compsophila Meyrick, 1886 (1)
- Contiger Lange, 1956 (1)
- Decticogaster Snellen, 1880 (1)
- Diathraustodes Hampson, 1896 (4)
- Elophila Hübner, 1822 (48)

= Cyrtogramme Yoshiyasu, 1985
= Elophila Hübner, 1806
= Hydrocampus Berthold, 1827
= Hydrocampa Stephens, 1829
= Hydrocampe Latreille, 1829
= Munroessa Lange, 1956
= Synclita Lederer, 1863
- Eoophyla Swinhoe, 1900 (179)

= Theila Swinhoe, 1900
= Ambahona Marion, 1954
= Ambahonia Marion, 1954
- Eoparargyractis Lange, 1956 (3)

= Eoparargyractis Lange, 1956
- Ephormotris Meyrick, 1933 (2)
- Eristena Warren, 1896 (42)
- Eurytorna Meyrick, 1886 (1)
- Galadra Walker, 1865 (1)
- Giorgia J.F.G. Clarke, 1965 (1)
- Glyphandra Karsch, 1900 (1)
- Goniopalpia Hampson, 1903 (1)
- Hemiloba Swinhoe, 1901 (1)
- Hyaloplaga Warren, 1892 (2)

= Hyaloplagia Sharp, 1893
- Hygraula Meyrick, 1885 (2)

= Blechroglossa Turner, 1937
= Blechroglosso Neave, 1950
- Hylebatis Turner, 1908 (1)
- Kasania Krulikovsky, 1910 (1)
- Langessa Munroe, 1972 (1)
- Lasiogyia Hampson, 1907 (1)
- Leucogephyra Warren, 1896 (1)
- Margarochroma Warren, 1896 (2)
- Margarosticha Lederer, 1863 (13)
- Neargyractis Lange, 1956 (8)
- Neocataclysta Lange, 1956 (1)
- Neoschoenobia Hampson, 1900 (3)

= Eranistis Meyrick, 1910
- Nicaria Snellen, 1880 (1)
- Niphadaza Butler, 1886 (1)
- Nyctiplanes Turner, 1937 (1)
- Nymphicula Snellen, 1880 (66)
- Nymphula Schrank, 1802 (15)

= Pseudoparaponyx Patocka, 1951
- Nymphuliella Lange, 1956 (1)
- Nymphulodes Hampson, 1919 (1)
- Oligernis Meyrick, 1894 (2)
- Oligostigma Guenée, 1854 (18)
- Oligostigmoides Lange, 1956 (5)
- Opisthedeicta Warren, 1890 (1)
- Osphrantis Meyrick, 1897 (1)
- Oxyelophila W.T.M. Forbes, 1922 (8)
- Paracataclysta Yoshiyasu, 1983 (1)
- Paracymoriza Warren, 1890 (40)

= Micromania Swinhoe, 1894
= Stenicula Snellen, 1901
- Parapoynx Hübner, 1825 (55)

= Cosmophylla Turner, 1908
= Eustales Clemens, 1860
= Hydreuretis Meyrick, 1885
= Microdracon Warren, 1890
= Nymphaeella Grote, 1880
= Paraponyx Guenée, 1854
= Sironia Clemens, 1860
- Petrophila Guilding, 1830 (93)

= Parargyractis Lange, 1956
- Potamomusa Yoshiyasu, 1985 (2)

= Potamusa Speidel & Mey, 1999
- Pseudlithosia Hampson, 1907 (1)

= Pseudolithosia Neave, 1940
- Pythagoraea Meyrick, 1929 (1)

= Pythagorea Klima, 1937
- Stegothyris Lederer, 1863 (1)
- Strepsinoma Meyrick, 1897 (9)
- Symphonia Hampson, 1896 (6)
- Synclitodes Munroe, 1974 (1)
- Temnobasis Gaede, 1916 (1)
- Teratausta Hampson, 1903 (1)
- Teratauxta E. Hering, 1901 (1)

= Ridleyana Hampson, 1906
- Tetrernia Meyrick, 1890 (2)

= Metaclysta Hampson, 1906
- Thevitella Viette, 1958 (1)
- Usingeriessa Lange, 1956 (11)